# Byron Erickson
Byron Erickson (Tucson, 3 febbraio 1951) è un fumettista statunitense.
Collaboratore prima della Gladstone Publishing dal 1983 poi alla Egmont dal 1991, ha realizzato decine di storie, ma, mentre in Nord Europa è piuttosto famoso, in Italia è quasi un autore sconosciuto, poiché le sue storie raramente sono approdate sul settimanale Topolino: tra queste ricordiamo Zio Paperone e il segreto degli Incas (1997) e Zio Paperone e il tesoro del pirata Barbarosa (2007).